# Indonesië op de Aziatische Indoorspelen
Indonesië is een van de landen die deelneemt aan de Aziatische Indoorspelen. Het land debuteerde in 2005.

## Medailles en deelnames
| Indonesië op de Aziatische Indoorspelen |        |      |        |        |        |
| Rang                                    | Editie | Gold | Silver | Bronze | Totaal |
| 14                                      | 2005   | 1    | 1      | 2      | 4      |
| 15                                      | 2007   | 2    | 0      | 4      | 6      |
| 9                                       | 2009   | 6    | 3      | 14     | 23     |
| 12                                      | Totaal | 9    | 4      | 20     | 33     |

Afghanistan · 
Bahrein · 
Bangladesh · 
Bhutan · 
Brunei · 
Cambodja · 
China · 
Chinees Taipei · 
Filipijnen · 
Hongkong · 
India · 
Indonesië · 
Irak · 
Iran · 
Japan · 
Jemen · 
Jordanië · 
Kazachstan · 
Kirgizië · 
Koeweit · 
Laos · 
Libanon · 
Macau · 
Malediven · 
Maleisië · 
Mongolië · 
Myanmar · 
Nepal · 
Noord-Korea · 
Oezbekistan · 
Oman · 
Oost‑Timor · 
Pakistan · 
Palestina · 
Qatar · 
Saoedi-Arabië · 
Singapore · 
Sri Lanka · 
Syrië · 
Tadzjikistan · 
Thailand · 
Turkmenistan · 
Verenigde Arabische Emiraten · 
Vietnam · 
Zuid-Korea